# 3-Sulfoleno
El 3-sulfoleno (llamado muchas veces simplemente sulfoleno), también denominado butadieno sulfona, es una sustancia química orgánica cíclica con un grupo funcional sulfona. Es un sólido blanco, inodoro, cristalino, almacenable indefinidamente, que se disuelve en agua y muchos disolventes orgánicos. El compuesto se utiliza como fuente de butadieno.

## Producción
El sulfoleno se forma mediante la reacción quelotrópica entre el butadieno y el dióxido de azufre. La reacción normalmente se lleva a cabo en un autoclave, añadiendo pequeñas cantidades de hidroquinona o pirogalol para inhibir la polimerización del dieno. La reacción se produce a temperatura ambiente durante varios días o a unos 130 °C durante 30 minutos. Después de la recristalización en etanol, se obtiene el producto puro con un rendimiento casi cuantitativo. Un procedimiento análogo produce la sulfona derivada del isopreno.

## Reacciones

### Reactividad ácido-base
El compuesto no se ve afectado por los ácidos. Incluso se puede recristalizar a partir de HNO3 concentrado .
Los protones en las posiciones 2 y 5 se intercambian rápida y completamente por átomos de deuterio con agua pesada en un medio alcalino o con cianuro de sodio como catalizador de esta reacción.

### Isomerización a 2-sulfoleno
En presencia de una base o cianuro, el 3-sulfoleno se isomeriza a una mezcla de 2-sulfoleno y 3-sulfoleno, cuya proporción de cada uno depende de la múltiples variables.
A 50 °C se obtiene una mezcla de equilibrio que contiene un 42% de 3-sulfoleno y un 58% de 2-sulfoleno. A partir de la mezcla de isómeros, el 2-sulfoleno, termodinámicamente más estable, se puede aislar como una sustancia pura en forma de placas blancas (p.f. 48-49 °C) calentando la mezcla durante varios días a 100 °C, debido a la descomposición térmica del 3-sulfoleno a temperaturas superiores a 80 °C.

### Hidrogenación
La hidrogenación catalítica produce sulfolano, un disolvente utilizado en la industria petroquímica para la extracción de hidrocarburos aromáticos de corrientes de hidrocarburos. La hidrogenación del 3-sulfoleno sobre níquel Raney a aproximadamente 20 bar y 60 °C produce sulfolano con rendimientos de hasta el 65 % solo debido al envenenamiento del catalizador por compuestos de azufre.

### Halogenación
El 3-sulfoleno reacciona en disolución acuosa con bromo para dar 3,4-dibromotetrahidrotiofeno-1,1-dióxido, que puede deshidrobromarse a tiofeno-1,1-dióxido con carbonato de plata.
El tiofeno-1,1-dióxido, una especie altamente reactiva, también es accesible a través de la formación de 3,4-bis(dimetilamino)tetrahidrotiofeno-1,1-dióxido y la cuaternización doble sucesiva con yoduro de metilo y la eliminación de Hofmann con hidróxido de plata. Una síntesis de dos pasos menos engorrosa es la deshidrobromación doble de 3,4-dibromotetrohidrotiofeno-1,1-dióxido con hidróxido de sodio en polvo en tetrahidrofurano (THF) o con potasio metálico disperso ultrasónicamente.
La solución de tiofeno-1,1-dióxido en THF se puede utilizar directamente en una cicloadición [4+6] con 6-dimetilaminofulveno para sintetizar el hidrocarburo aromático azuleno:

### Carboxilación
La reacción catalizada por una base del 3-sulfoleno con dióxido de carbono a 3 bares de presión produce ácido 3-sulfoleno-3-carboxílico con un rendimiento del 45 %.

### Reacciones de Diels-Alder
El 3-sulfoleno se valora principalmente como sustituto del butadieno. La producción in situ y el consumo inmediato del 1,3-butadieno evita en gran medida el contacto con el dieno, que es un gas a temperatura ambiente. Un posible inconveniente, además del coste, es que el dióxido de azufre que se produce puede provocar reacciones secundarias con sustratos sensibles al ácido.
La reacción de Diels-Alder entre el 1,3-butadieno y dienófilos de baja reactividad generalmente requiere de un calentamiento prolongado por encima de 100 °C. Estos procedimientos son bastante peligrosos. Si se utiliza butadieno puro, se requiere de un equipo especial para trabajar a presión elevada. Con el sulfoleno, no se debería esperar una acumulación de presión de butadieno, ya que el dieno liberado se consume en la cicloadición y, por tanto, el equilibrio de la reacción de extrusión reversible actúa como una "válvula de seguridad" interna.
El 3-sulfoleno reacciona con dienófilos en configuración cis como el anhídrido maleico en xileno hirviendo para formar el anhídrido cis-4-ciclohexeno-1,2-dicarboxílico, obteniendo rendimientos de hasta el 90%.
El 3-sulfoleno reacciona también con dienófilos en configuración trans, como el fumarato de dietilo, que reacciona a 110 °C con eliminación del SO2 con un rendimiento del 66-73 % obteniéndose el éster dietílico del ácido trans-4-ciclohexeno-1,2-dicarboxílico.
El 6,7-dibromo-1,4-epoxi-1,4-dihidronaftaleno (6,7-dibromonaftaleno-1,4-endóxido, accesible después de la desbromación a partir de 1,2,4,5-tetrabromobenceno usando un equivalente de N-butil-litio y la reacción de Diels-Alder en furano con un rendimiento del 70%) reacciona con 3-sulfoleno en xileno hirviendo para dar un aducto tricíclico. Este precursor produce, después del tratamiento con ácido perclórico, un dibromodihidroantraceno que se deshidrogena en el último paso con 2,3-dicloro-5,6-diciano-1,4-benzoquinona (DDQ) a 2,3-dibromoantraceno.
El 1,3-butadieno (formado en la reacción retroqueletrófica del 3-sulfoleno) reacciona con el deshidrobenceno (bencino, obtenido por descomposición térmica del 2-carboxilato de bencenodiazonio) en una reacción de Diels-Alder con un rendimiento del 9% para dar 1,4-dihidronaftaleno.

### 3-sulfoleno como dienófilo
En presencia de dienos muy reactivos (como el 1,3-difenilisobenzofurano), la butadienosulfona se comporta como un dienófilo y forma el aducto de Diels-Alder correspondiente.
El 2-sulfoleno es mejor dienófilo. Ya en 1938, Kurt Alder y sus colaboradores informaron sobre los aductos de Diels-Alder del isómero 2-sulfoleno con 1,3-butadieno y del 2-sulfoleno con ciclopentadieno.

### Otras cicloadiciones
Con diazometano, el 3-sulfoleno se forma en un cicloaducto 1,3-dipolar:

### Polimerización
En 1935, H. Staudinger y sus colaboradores descubrieron que la reacción de butadieno con SO2 a temperatura ambiente produce un segundo producto además del 3-sulfoleno: un polímero sólido amorfo. Mediante polimerización por radicales libres de 3-sulfoleno en éter dietílico, que contiene peróxido, obtuvieron hasta un 50% de polisulfoleno de alto peso molecular insoluble que resistía la degradación por los ácidos sulfúrico y nítrico.
En investigaciones posteriores, se inició la polimerización del 3-sulfoleno por encima de 100 °C con el iniciador radical azobis(isobutironitrilo) (AIBN). Sin embargo, el 3-sulfoleno no copolimeriza con compuestos de vinilo. Por otro lado, el 2-sulfoleno no homopolimeriza, sino que forma copolímeros con compuestos de vinilo, como el acrilonitrilo y acetato de vinilo.

### 3-sulfoleno como disolvente reciclable
La reversibilidad entre la reacción de formación del 3-sulfoleno, y su descomposición en los materiales de partida, 1,3-butadieno y dióxido de azufre, sugiere el uso de sulfoleno como un disolvente dipolar aprótico reciclable, pudiendo reemplazar al dimetilsulfóxido (DMSO), que se usa a menudo pero es difícil de separar y poco reutilizable. Como reacción modelo, se investigó la reacción de la azida de bencilo con cianuro de ácido 4-toluenosulfónico formando 1-bencil-5-(4-toluenosulfonil)tetrazol. La formación del tetrazol también se puede llevar a cabo sin el aislamiento de la azida de bencilo con un rendimiento total del 72%.
Después de la reacción, el disolvente 3-sulfoleno se descompone a 135 °C y el butadieno volátil (p.e. −4,4 °C) y dióxido de azufre (p. e. −10,1) °C) se depositan en una trampa de enfriamiento a -76 °C cargado con exceso de dióxido de azufre. Cuando se calienta a temperatura ambiente, después de agregar hidroquinona para inhibir la polimerización, se forma nuevamente 3-sulfoleno de manera prácticamente cuantitativa. Sin embargo, parece cuestionable si el 3-sulfoleno, con un rango de fase líquida útil de solo 64 - 100 °C se pueden utilizar como sustituto del DMSO (fácil manejo, bajo coste, compatibilidad ambiental...) a nivel industrial.

## Usos
Además de su versatilidad sintética (véase más arriba), el sulfoleno se utiliza como aditivo en la fluoración electroquímica. Puede aumentar el rendimiento de fluoruro de perfluorooctanosulfonilo en aproximadamente un 70%. Es altamente soluble en HF anhidro y aumenta la conductividad de la solución electrolítica. En esta aplicación, sufre una apertura de anillo y se fluora para formar fluoruro de perfluorobutano sulfonilo.